# Binger Mäuseturm

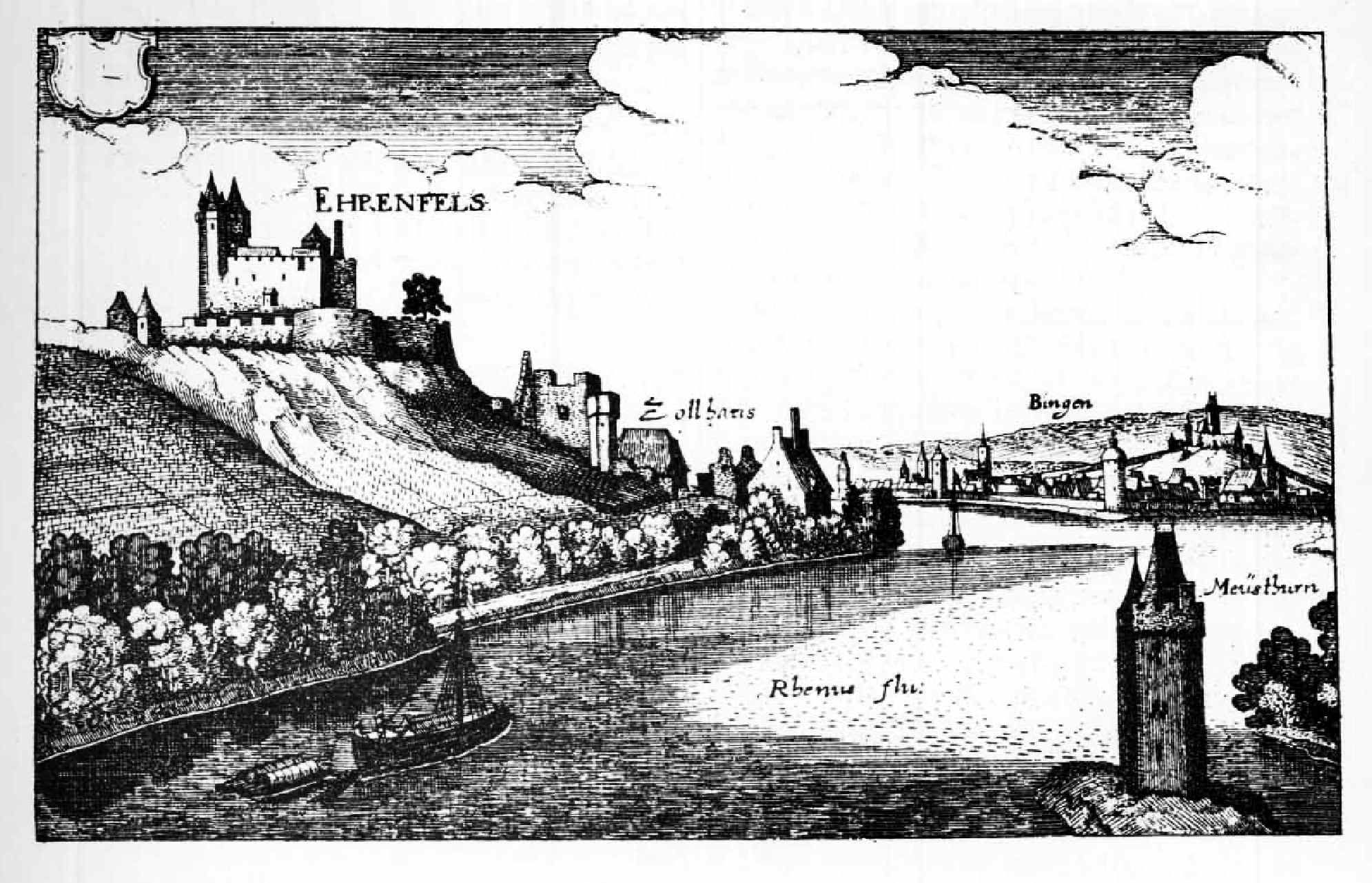
Fortezza Ehrenfels, dogana et Mäuseturm

La Binger Mäuseturm, conosciuta come Torre dei topi, è una torre della città di Bingen am Rhein. È situata su un'isola nel Reno presso la confluenza del Reno con il fiume Nahe.

## Storia

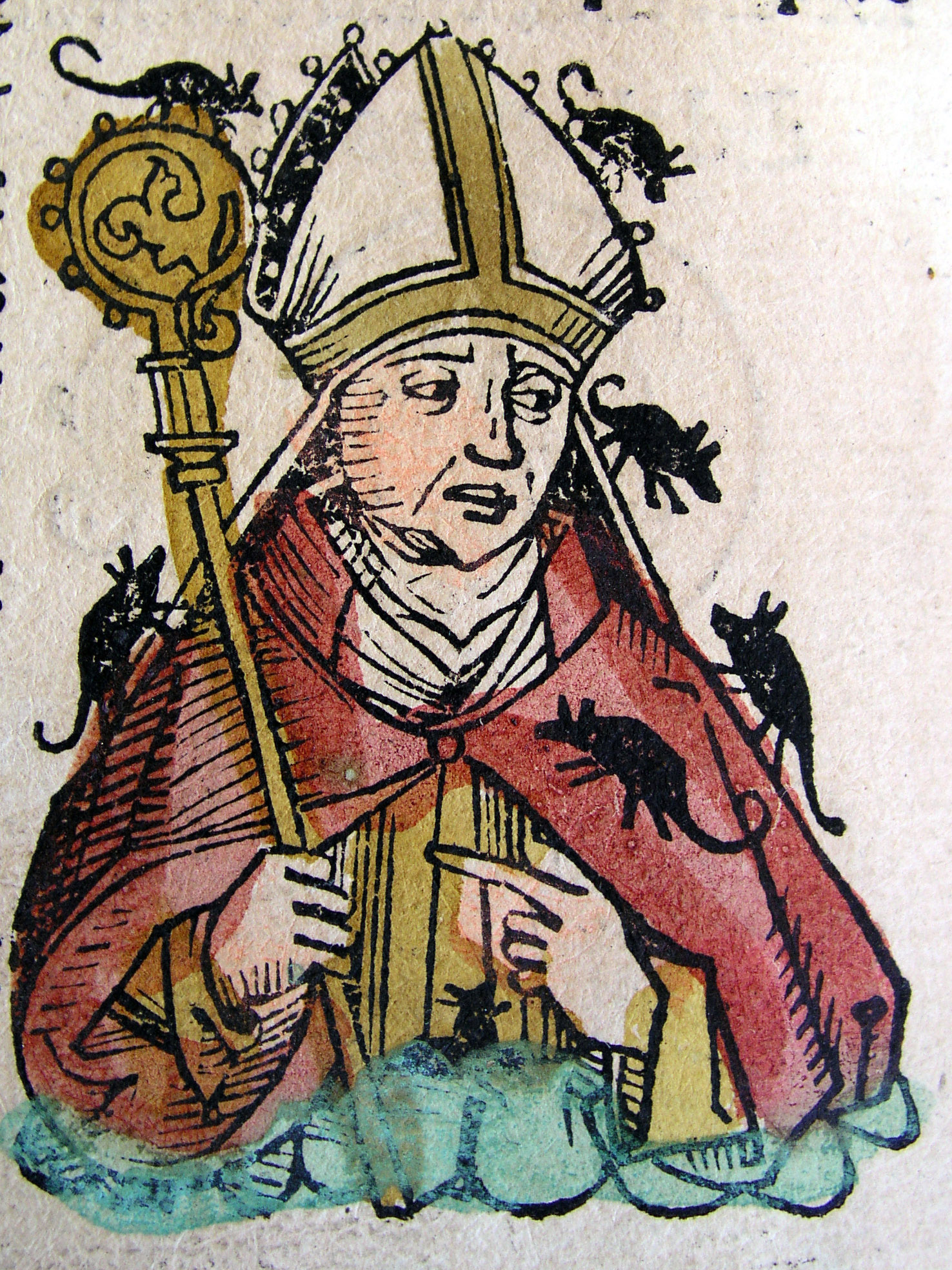
Il vescovo Hatto II, mangiato dai topi

Il nome ricorda la terribile leggenda, riportata anche nelle Deutsche Sagen dei fratelli Grimm sulla base di fonti medievali, dell'avaro vescovo di Magonza Attone II, attestata per la prima volta nel 1516. Attone II († 18 gennaio 970), dopo essersi rifiutato di aiutare il popolo durante una carestia, sostenendo che fossero topi che mangiavano il pane dei ricchi, e aver rinchiuso i questuanti in un granaio cui avrebbe fatto appiccare il fuoco, si sarebbe rifugiato nella torre incalzato da torme di ratti, che lo avrebbero raggiunto e divorato vivo.
Ai tempi del romanticismo renano la torre ispirò, grazie alla triste leggenda che l'avvolgeva, numerosi scrittori fra i quali Clemens Brentano, Victor Hugo e Ferdinand Freiligrath.

## Architettura
L'architettura della torre è di stile neogotico. La torre venne eretta nella prima metà nel XIV secolo, come torre di avvistamento e vigilanza del castello di Ehrenfels in possesso dell'arcidiocesi di Magonza. La denominazione di Mäuseturm avvolta nella leggenda e attestata per la prima volta nel 1516 e viene fatta derivare appunto dalla sua funzione: la parola maut in lingua gotica significa infatti esigere il dazio.
L'originario utilizzo dell'edificio come posto di dogana (Maut) dell'elettorato di Magonza divenne obsoleto dopo le guerre rivoluzionarie francesi.